# Titanodula
Titanodula (лат.) — род насекомых из семейства настоящих богомолов (Mantidae). Известно 5 видов. Эндемик Азии, который отличается от близкого рода Hierodula более крупными размерами и уникальными мужскими гениталиями его представителей.

## Описание
Длина около 10 см. Крупные макроптерные богомолы, надкрылья покрывают брюшко полностью (у самцов тегмины выходят за пределы брюшка). Голова треугольная, шире высоты, с большими округлыми глазами. Антенны нитевидные. Переднеспинка длинная, с гладкой дорсальной поверхностью, без выступов или боковых расширений. Вентральная доля тазиков затемнена. Тёмные или чёрные пятна у основания 2-го, 10-го и 15-го шипиков передних бёдер. Все сегменты передних лапок чёрные спереди. Пекредние бёдра с 4 дисковидными шипами, 15 передневентральными шипами и 4 задневентральными шипами. Передние голени с 13—14 (редко 15) антеровентральными шипами и 10 задневентральных шипов.

## Виды
- Titanodula attenboroughi Vermeersch, 2020
- Titanodula formosana (Giglio-Tos, 1912)[3]
- Titanodula fruhstorferi (Werner, 1916)
- Titanodula grandis (Saussure, 1870)
- Titanodula menglaensis Liu, 2021[4]